# 정대훈 (야구 선수)
정대훈(鄭大訓, 1985년 3월 8일 ~ )은 전 KBO 리그 한화 이글스의 투수이다. 국내에서 가장 낮은 릴리스포인트를 가지고 있으며, 싱커와 슬라이더, 낙차 큰 커브를 구사한다.

## 한화 이글스시절
동의대학교를 졸업하고 2008년 2차 5라운드 지명을 받아 한화 이글스에 입단하였다. 2008년 2경기에 등판하여 2.2이닝 1탈삼진을 기록했고, 이듬해 빗길에 미끄러지는 교통사고를 당해 1군에 올라오지 못했다.

## 경찰 야구단시절
재활을 마친 후 2010년에 입대하였으며 2년 간 2군 87경기에 등판하여 13승 2패 2세이브 9홀드 평균자책 4.70을 기록했다.

## 한화 이글스복귀
2012년 제대 후 1군에 복귀하여 셋업맨 역할을 맡았다. 2013년 9월 16일 KIA 타이거즈전에서 데뷔 첫 승을 거두었다. 정재원과 함께 팀내 잠수함 2인방으로 불렸다.

## 출신 학교
- 하단초등학교
- 경남중학교
- 경남상업고등학교
- 동의대학교

## 통산 기록
| 연도 | 팀명  | 평균자책점 | 경기 | 완투 | 완봉 | 승 | 패 | 세 | 홀 | 승률  | 타자 | 이닝 | 피안타 | 피홈런 | 볼넷 | 사구 | 탈삼진 | 실점 | 자책점 |
| ---- | ----- | ---------- | ---- | ---- | ---- | -- | -- | -- | -- | ----- | ---- | ---- | ------ | ------ | ---- | ---- | ------ | ---- | ------ |
| 2008 | 한화  | 0.00       | 2    | 0    | 0    | 0  | 0  | 0  | 0  | -     | 11   | 2.2  | 3      | 0      | 2    | 0    | 1      | 0    | 0      |
| 2012 | 한화  | 5.23       | 16   | 0    | 0    | 0  | 0  | 0  | 2  | -     | 42   | 10.1 | 4      | 2      | 5    | 3    | 6      | 6    | 6      |
| 2013 | 한화  | 3.60       | 13   | 0    | 0    | 2  | 0  | 0  | 1  | 1.000 | 72   | 15   | 17     | 0      | 8    | 4    | 2      | 6    | 6      |
| 2014 | 한화  | 7.23       | 34   | 0    | 0    | 3  | 2  | 1  | 0  | 0.600 | 204  | 42.1 | 64     | 4      | 14   | 9    | 14     | 38   | 34     |
| 2015 | 한화  | 4.75       | 51   | 0    | 0    | 1  | 1  | 0  | 2  | 0.500 | 162  | 36   | 44     | 4      | 14   | 5    | 12     | 21   | 19     |
| 2016 | 한화  | 4.89       | 36   | 0    | 0    | 1  | 0  | 0  | 0  | 1.000 | 171  | 38.2 | 47     | 3      | 10   | 1    | 26     | 24   | 21     |
| 통산 | 6시즌 | 5.34       | 152  | 0    | 0    | 7  | 3  | 1  | 5  | 0.700 | 663  | 145  | 179    | 13     | 53   | 22   | 61     | 95   | 86     |